# Безсполучникове складне речення
Безсполучникове складне речення (БСР) — це тип складного речення, частини якого об'єднуються без сполучників, лише за допомогою інтонації та змісту .
Між частинами безсполучникового речення (БСР) ставляться  розділові знаки: кома, тире, двокрапка, крапка з комою.

## Смислові відношення
За змістом частини безсполучникового складного речення можуть мати різні відношення між собою :
1. Одночасність або послідовність дій, явищ:
  - Приклад: Сонце зайшло, стало прохолодно.
  - Приклад: До вечора прояснилося, сонце виглянуло з-за дерев [3].
  - Приклад: Посох горошок на дорозі, мачок вже цвіт давно згубив, високий соняшник на грядці журливо голову схилив (Олена Пчілка);
  - Приклад: Навколо все більше густів сірий морок, за ним ішла вечірня година (Михайло Стельмах);
2. Причиново-наслідкові відношення:
  - Приклад: Не навчить школа — навчить життя.
  - Приклад: Не жди сподіваної волі: вона заснула [4].
3. Зіставлення або протиставлення:
  - Приклад: Усе минеться — одна праця залишиться.
  - Приклад: Вік живи — вік учись.
  - Приклад: Бджоли раді цвіту — люди літу (Народна творчість).

1. Пояснювальні відношення:
  - Приклад: Вже бачу: хмарою куриться шляхів нестямних курява.
  - Приклад: Мені здається: твої очі в мою душу світять з вишини.

За характером смислових зв'язків між частинами безсполучникові складні речення поділяються на два основні види:
- з однорідними частинами, які не підпорядковані одна одній (рівноправні); такі БСР співвідносні зі складносурядними реченнями. Наприклад: Малі озера блискають незлісно, колише хмара втомлені громи (Ліна Костенко).

- з неоднорідним частинам, одна з яких пояснює іншу; такі БСР близькі до складнопідрядних речень. Наприклад: У душі хлопець непокоївся: весна видалася засушливою (Григір Тютюнник).

У безсполучникових складних реченнях, що виражають одночасність дій, частини можуть мінятися місцями: Десь скрипів віз; за гаєм, у хуторі, співали дівчата (Степан Васильченко). За гаєм, у хуторі, співали дівчата; десь скрипів віз.
У безсполучникових складних реченнях зі значенням часової послідовності дій чи зіставними відношеннями частини не можуть міняти місце без порушення смислових зв'язків.
За будовою безсполучникові складні речення, що виражають одночасність або послідовність дій, є відкритими синтаксичними одиницями й можуть мати необмежену кількість частин.
Речення із зіставними чи протиставними зв'язками у своєму складі мають завжди тільки дві частини (тобто є двочленними). 
1. Вік живи — вік учись. (Народна творчість).
2. Буде каяття на світі — вороття не буде (Тарас Шевченко).

Безсполучникові складні речення з неоднорідними частинами за будовою є двочленними. За смисловими зв'язками вони поділяються на кілька видів:
1. Безсполучникові складні речення з умовним значенням. У цих реченнях перша частина виражає умову, за якої можлива дія другої частини. Не навчить школа — навчить життя (Народна творчість).
2. Безсполучникові складні речення з часовим значенням. У них перша частина вказує на час здійснення дії, про яку йдеться в другій частині. Зайде сонце — Катерина по садочку ходить… (Тарас Шевченко).
3. Безсполучникові складні речення з причиновим значенням. У цих реченнях друга частина розкриває причину дії чи стану, про які йдеться в першій частині. Раптом Сіроманець заліг: з горба вітер доніс йому запах дикого звіра (Микола Вінграновський).
4. Безсполучникові складні речення з наслідковим значенням. У них друга частина виражає наслідок або висновок із того, про що йдеться в першій частині. Ударили козаки веслами у воду — одскочив дуб од берега… (Андріан Кащенко).
5. Безсполучникові складні речення з пояснювальним значенням. Друга частина цих речень розкриває, пояснює чи уточнює зміст першої частини. Вже бачу: хмарою куриться шляхів нестямних курява (Олесь Гончар). [5]

## Розділові знаки
Розділові знаки визначають, як частини речення співвідносяться між собою .

### Кома
Між частинами безсполучникового складного речення ставлять кому, коли вони виражають
- одночасність подій, наприклад: Реве та стогне Дніпр широкий, сердитий вітер завива. (Тарас Шевченко).
- послідовність подій, наприклад: Додолу верби гне високі, горами хвилю підійма. (Тарас Шевченко).

Такі речення вимовляють з інтонацією.

### Крапка з комою
Використовується, якщо частини речення не тісно пов’язані за змістом або мають власні розділові знаки:
- Шелестить пожовкле листя по діброві; гуляють хмари (Тарас Шевченко).

### Двокрапка
Двокрапка ставиться, коли:
- друга частина складного речення конкретизує, пояснює або доповнює зміст першої частини, наприклад:

Добре тобі, брате: маєш крила… (Тарас Шевченко).
- друга частина виражає причину того, що відбувається в першій частині, наприклад:

Я сьогодні забарилась: батько занедужав.(Тарас Шевченко).

### Тире
Тире ставиться між частинами безсполучникового речення, коли:
- наступна частина виражає наслідок або висновок із того, про що йдеться в попередній, наприклад: Защебетав соловейко — пішла луна гаєм (Тарас Шевченко).
- зміст частин протиставляється або зіставляється, наприклад: Зійде сонце — утру сльози (Тарас Шевченко).
- наступна частина порівнюється за змістом з попередньою, наприклад: Гляне — воду витре (Тарас Шевченко).

Першу частину таких речень вимовляють із підвищенням тону, а після паузи тон потрібно знизити.

## Інтонація
Інтонація як специфічний і основний засіб зв’язку частин безсполучникового складного речення може бути різною :
- перелічувальна, яка виражає відношення однорідності;
- зіставлення й протиставлення;
- зумовленості, яка виражає змістові відношення умови, часу, наслідку й допустовості;
- з’ясувальна, що виражає причинові й пояснювальні відношення.